# Trichophaeopsis
Трихофеопсис (Trichophaeopsis) — рід грибів родини Pyronemataceae. Назва вперше опублікована 1972 року.
В Україні зустрічається трихофеопсис виделчасто-волосистий (Trichophaeopsis bicuspis (Boud.) Korf & Erb).